# 8684 Reichwein
8684 Reichwein eller 1992 FO3 är en asteroid i huvudbältet som upptäcktes den 30 mars 1992 av den tyske astronomen Freimut Börngen vid Tautenburg-observatoriet. Den är uppkallad efter den tyske läraren Adolf Reichwein.